# Balclutha flavidella
Balclutha flavidella är en insektsart som beskrevs av Mckamey och Hicks 2007. Balclutha flavidella ingår i släktet Balclutha och familjen dvärgstritar. Inga underarter finns listade i Catalogue of Life.